# Muzeum Nobla
Muzeum Nobla (szw. Nobel Prize Museum) – szwedzkie muzeum poświęcone Nagrodzie Nobla i laureatom tej nagrody, zlokalizowane w Börshuset przy Stortorget 2 na Starym Mieście w Sztokholmie.
Muzeum otwarto w 2001, w związku z setną rocznicą przyznawania Nagrody Nobla. Obiekt zmienił nazwę na Muzeum Nagrody Nobla z Muzeum Nobla (Nobelmuseet) 21 stycznia 2019. Ekspozycja mieści wystawę poświęconą laureatom Nagrody Nobla. Znaczna część wystawy jest poświęcona najnowszym, aktualnym w danym roku laureatom tej nagrody. Wystawa Twórczość Nobla dotyczy wizualnej, artystycznej i muzycznej interpretacji twórczości laureatów. Dwie sale kinowe zostały przeznaczone na prezentację filmów o laureatach Nagrody Nobla. Niewielka część powierzchni placówki poświęcona jest życiu i twórczości Alfreda Nobla. Znajduje się tu także kącik dla dzieci.